# Tambu
«Tambu» — дев'ятий студійний альбом гурту «Toto», випущений у травні 1995 року, лейблом Sony Music.

## Композиції
1. "Gift of Faith" – 7:23
2. "I Will Remember" – 6:06
3. "Slipped Away" – 5:16
4. "If You Belong to Me" – 5:03
5. "Baby He's Your Man" – 5:40
6. "The Other End of Time" – 5:04
7. "The Turning Point" – 5:25
8. "Time Is the Enemy" – 5:40
9. "Just Can't Get to You" – 5:03
10. "Drag Him to the Roof" – 6:10
11. "Dave's Gone Skiing" – 4:59
12. "The Road Goes On" – 4:26
13. "Blackeye" – 3:52 [присутній на канадському та японському виданні]

## Персоналії
Toto
- Стів Лукатер - гітара, лід-вокал, бас-гітара, мандоліна, синтезатор, рояль
- Девід Пейч - синтезатори, рояль, дерегування, клавішні, аранжування струних, лід-вокал у треках 7 і 10
- Майк Поркаро - бас-гітара, клавішні
- Стів Поркаро - програмування ударних, семпли, драм-машина
- Саймон Філіпс - ударні, синтезатори, програмування ударних

Також над записом працювали
- Jenny Douglas-McRae - бек-вокал, лід-вокал у треках 5 та 7
- John James - бек-вокал, лід-вокал у 10-му треку